# Darreh Shahr
Darreh Shahr (tiếng Ba Tư: دره‌شهر) là một đô thị và thủ phủ của hạt Darreh Shahr, nằm ở mạn đông nam của tỉnh Ilam, trên dãy Kabir Kuh. Đây là thành phố duy nhất trong hạt, với dân số thống kê năm 2011 là 24.961 người, khiến nó trở thành thành phố lớn thứ hai trong tỉnh. Những di tích của phố cổ Darreh Shahr tọa lạc ở nam thành phố. Sông Darreh Shahr chảy ngang thành phố và đổ vào sông Seymareh.
Nhiều nhà lịch sử học cho rằng nơi đây ban đầu được lập ra để làm thủ đô mùa hè của Elam thời đế quốc Sassanid.

## Khí hậu
| Dữ liệu khí hậu của Darreh Shahr                | Dữ liệu khí hậu của Darreh Shahr | Dữ liệu khí hậu của Darreh Shahr | Dữ liệu khí hậu của Darreh Shahr | Dữ liệu khí hậu của Darreh Shahr | Dữ liệu khí hậu của Darreh Shahr | Dữ liệu khí hậu của Darreh Shahr | Dữ liệu khí hậu của Darreh Shahr | Dữ liệu khí hậu của Darreh Shahr | Dữ liệu khí hậu của Darreh Shahr | Dữ liệu khí hậu của Darreh Shahr | Dữ liệu khí hậu của Darreh Shahr | Dữ liệu khí hậu của Darreh Shahr | Dữ liệu khí hậu của Darreh Shahr |
| Tháng                                           | 1                                | 2                                | 3                                | 4                                | 5                                | 6                                | 7                                | 8                                | 9                                | 10                               | 11                               | 12                               | Năm                              |
| ----------------------------------------------- | -------------------------------- | -------------------------------- | -------------------------------- | -------------------------------- | -------------------------------- | -------------------------------- | -------------------------------- | -------------------------------- | -------------------------------- | -------------------------------- | -------------------------------- | -------------------------------- | -------------------------------- |
| Cao kỉ lục °C (°F)                              | 20.8 (69.4)                      | 25.6 (78.1)                      | 29.6 (85.3)                      | 34.4 (93.9)                      | 42.2 (108.0)                     | 46.6 (115.9)                     | 49 (120)                         | 48.8 (119.8)                     | 46.6 (115.9)                     | 38.4 (101.1)                     | 30.2 (86.4)                      | 25.6 (78.1)                      | 49 (120)                         |
| Trung bình ngày tối đa °C (°F)                  | 9.9 (49.8)                       | 12.1 (53.8)                      | 17.0 (62.6)                      | 22.7 (72.9)                      | 28.2 (82.8)                      | 35.2 (95.4)                      | 39.0 (102.2)                     | 39.1 (102.4)                     | 33.9 (93.0)                      | 26.8 (80.2)                      | 18.2 (64.8)                      | 11.9 (53.4)                      | 21.2 (70.2)                      |
| Trung bình ngày °C (°F)                         | 9.0 (48.2)                       | 10.5 (50.9)                      | 14.8 (58.6)                      | 20.8 (69.4)                      | 28.1 (82.6)                      | 35.6 (96.1)                      | 38.4 (101.1)                     | 37.1 (98.8)                      | 32.3 (90.1)                      | 24.0 (75.2)                      | 13.2 (55.8)                      | 10.4 (50.7)                      | 22.85 (73.13)                    |
| Tối thiểu trung bình ngày °C (°F)               | −1.2 (29.8)                      | 1.1 (34.0)                       | 4.1 (39.4)                       | 7.9 (46.2)                       | 11.8 (53.2)                      | 16.0 (60.8)                      | 19.9 (67.8)                      | 20.1 (68.2)                      | 14.2 (57.6)                      | 9.9 (49.8)                       | 5.0 (41.0)                       | 1.1 (34.0)                       | 9.05 (48.29)                     |
| Thấp kỉ lục °C (°F)                             | −4.4 (24.1)                      | −3.4 (25.9)                      | 0.8 (33.4)                       | −2.6 (27.3)                      | 8.8 (47.8)                       | 10.8 (51.4)                      | 20.0 (68.0)                      | 21.6 (70.9)                      | 12.0 (53.6)                      | 6.0 (42.8)                       | −1.4 (29.5)                      | −3.2 (26.2)                      | −4.4 (24.1)                      |
| Lượng Giáng thủy trung bình mm (inches)         | 69.5 (2.74)                      | 72.0 (2.83)                      | 49.2 (1.94)                      | 55.9 (2.20)                      | 11.4 (0.45)                      | 0.2 (0.01)                       | 0.1 (0.00)                       | 0.1 (0.00)                       | 1.0 (0.04)                       | 25.5 (1.00)                      | 56.9 (2.24)                      | 60.2 (2.37)                      | 402 (15.82)                      |
| Số ngày giáng thủy trung bình (≥ 1.0 mm)        | 9.                               | 9.4                              | 10.1                             | 8.7                              | 3.9                              | 0.4                              | 0.3                              | 0.1                              | 0.0                              | 3.1                              | 6.3                              | 8.2                              | 59.5                             |
| Độ ẩm tương đối trung bình (%)                  | 59                               | 66                               | 55                               | 37                               | 34                               | 20                               | 21                               | 23                               | 27                               | 31                               | 63                               | 67                               | 42                               |
| Số giờ nắng trung bình tháng                    | 188.9                            | 178.8                            | 187.5                            | 224.6                            | 260.4                            | 316.4                            | 313.8                            | 323.1                            | 262.9                            | 286.9                            | 199.8                            | 224.5                            | 2.967,6                          |
| Nguồn: Tổ chức Khí tượng Cộng hòa Hồi giáo Iran |                                  |                                  |                                  |                                  |                                  |                                  |                                  |                                  |                                  |                                  |                                  |                                  |                                  |